# Кинофестиваль в Торонто 2016
41-й Международный кинофестиваль в Торонто прошёл с 8 сентября по 18 сентября 2016 года. В конкурсе участвовало более 400 фильмов. Главный приз фестиваля, People’s Choice Award, получила картина «Ла-Ла Ленд» Дэмьена Шазелла.

## Секция «Платформа»
Второй год на фестивале работала секция «Платформа», получившая своё название в честь фильма Цзя Чжанкэ «Платформа». В 2016 году в жюри секции были приглашены американский режиссёр Брайан де Пальма, режиссёр из Чада Махамат-Салех Харун и китайская актриса Чжан Цзыи. В секции соревновались «12 фильмов высокого художественного достоинства, демонстрирующие сильное режиссерское видение», в их числе: «Лунный свет» Барри Дженкина, «Леди Макбет» Уильяма Олдройда и «Лейла М.» Мийке де Йонга. Жюри в 2016 году присудило премию в размере 25 000 канадских долларов биографическому фильму «Джеки» чилийца Пабло Ларраина.

## «Десять лучших в Канаде»
В декабре отборочная комиссия TIFF опубликовала свой ежегодный список десяти лучших канадских фильмов прошедшего 2016 года. Эти картины демонстрировались на TIFF Bell Lightbox в рамках мини-фестиваля «Десять лучших в Канаде» в январе 2017 года, а также в канадских городах: Ванкувере, Калгари, Эдмонтоне, Реджайне, Саскатуне, Виннипеге, Оттаве, Монреале и Галифаксе.

## Награды
| Премия                                               | Фильм                                                       | Режиссёр                 |
| ---------------------------------------------------- | ----------------------------------------------------------- | ------------------------ |
| Приз зрительских симпатий                            | Ла-Ла Ленд                                                  | Дэмьен Шазелл            |
| Приз зрительских симпатий (документальный фильм)     | Я вам не негр                                               | Рауль Пек                |
| Приз зрительских симпатий (полуночное безумие)       | Перестрелка                                                 | Бен Уитли                |
| Лучший канадский художественный фильм                | Those Who Make Revolution Halfway Only Dig Their Own Graves | Матье Дени, Саймон Лавуа |
| Лучший канадский короткометражный фильм              | Мутанты                                                     | Alexandre Dostie         |
| Лучший канадский первый художественный фильм (дебют) | Старый камень                                               | Джонни Ма                |
| FIPRESCI Discovery                                   | Кати Кати                                                   | Mbithi Masya             |
| FIPRESCI Special Presentations                       | Я не мадам Бовари                                           | Фэн Сяоган               |